# NGC 2815
NGC 2815 ist eine Balken-Spiralgalaxie vom Hubble-Typ SBb im Sternbild Hydra. Sie ist schätzungsweise 104 Millionen Lichtjahre von der Milchstraße entfernt.
Das Objekt wurde am 20. November 1784 von dem deutsch-britischen Astronomen Wilhelm Herschel entdeckt.